# Photedes unica
Photedes unica är en fjärilsart som beskrevs av Freyer 1858. Photedes unica ingår i släktet Photedes och familjen nattflyn. Inga underarter finns listade i Catalogue of Life.